# Euripilo (figlio di Telefo)
Euripilo (in greco antico: Εὐρύπυλος?, Eurǜpülos) è un personaggio della mitologia greca, figlio di Telefo ed Astioche.

## Mitologia

### Le origini
Originario della città di Teutrania, in Misia, era discendente di Eracle da parte paterna e parente di Priamo da quella materna, poiché sua madre era Astioche. Quando la città di Troia venne assediata dai greci Telefo proclamò la propria neutralità per via della promessa fatta ad Achille dopo che questi lo guarì dalla ferita. Priamo allora corruppe Astioche donadole ricchi monili ed ella gli inviò (contro la volontà di Telefo), un contingente di uomini guidato da Cromio ed Ennomo tenendo però a casa Euripilo che era ancora un fanciullo.
Ma questi una volta cresciuto, cedette all'offerta di Priamo con cui gli concedeva la mano della figlia Cassandra e pregò il padre di lasciarlo partire. Si dice che anche in questo caso furono decisivi i maneggi di Astioche che avrebbe spinto il figlio alla vendetta contro i greci. Secondo l'Odissea e tra tutti coloro che presero parte alla guerra di Troia, Euripilo per bellezza era secondo solo a Memnone.

### La morte di Euripilo
Il giovane eroe cominciò a combattere nel decimo anno di guerra, dopo la morte di Ettore ed Achille, conducendo con sé uno squadrone di misiaci ed ittiti. Egli si era appena sposato con una donna di cui non si conosce il nome: dopo la partenza di Euripilo sua moglie scoprì di essere incinta, e partorì un maschio, Grino. Durante gli scontri Euripilo, che esibiva un grande scudo rotondo recante la raffigurazione delle dodici fatiche compiute da suo nonno Eracle, uccise Macaone, il medico degli Achei (ma per alcuni autori questi venne ucciso da Pentesilea, regina delle amazzoni).
Il suo destino si compì secondo alcune fonti la notte della caduta di Troia, o, secondo altre, pochi giorni prima: in ogni caso Euripilo, dopo aver ucciso il capo greco Nireo, fu aggredito da Neottolemo, il figlio d'Achille; balzò sul suo carro per fuggire, ma venne trafitto dalla lancia dell'acheo. Secondo un'altra versione, a uccidere l'eroe misio fu invece Peneleo, che qualche autore inserisce invece tra le sue vittime. Grino, il figlio di Euripilo, fu allevato da Telefo e divenne re dopo la sua morte; strinse una grande amicizia con Pergamo, il figlio di Neottolemo.

## Vittime di Euripilo
1. Echemmone, guerriero acheo[5]
2. Antifo, guerriero acheo[6]
3. Bucolione, guerriero acheo[6]
4. Cromione, guerriero acheo[6]
5. Macaone, figlio di Asclepio[7]
6. Nireo, capo acheo[6]
7. Peneleo, capo del contingente dei beoti[6] (secondo una versione)